# 鹩哥
是雀形目椋鳥科鷯哥屬下的一種鳥類。這個物種原產自東南亞及南亞地區的印度、斯里蘭卡、中南半島、婆羅洲、蘇門答臘及爪哇中海拔300—2000公尺的叢林、農耕地、田野內，且侵入了印度西部、中國大陸、台灣、美國本土及夏威夷。
九官鳥是由瑞典自然學家卡尔·林奈於1758年出版的《自然系統》第十版所命名的。其屬名來自拉丁語，其原意指某種不明鳥類，後續被人認為是指寒鴉屬的鳥類。:176種小名則來自拉丁語，意思是「神聖的」，源自當時林奈意外混淆了這種鳥類以及對印度教徒而言神聖的鳥類家八哥。:332
這個物種為大型的黑色椋鳥，並以其眼睛下方及後方延伸至頸背處的兩條黃色花紋為其最明顯的特徵。:714其黑色的羽毛在不同區域帶有不同顏色的光澤，其中頭、喉嚨和肩處為紫色的光澤，臀部和胸部有銅綠色的光澤，而下腹部呈綠松色。:714眼睛虹膜為褐色，鳥喙呈橙紅色，尖端為黃色；腿也為黃色，翅膀上則帶有數塊白色斑塊。:714
九官鳥為植食性，主要以水果為食，但也會取用昆蟲、蜥蜴等小型脊椎動物作為食物，也會吸食花蜜。:685其體長30公分，體重平均約192.0公克，鳥喙寬平均約9.4公釐、深平均約12.0公釐、嘴峰長平均約32.8公釐；翼長平均約222.8公釐；跗蹠約36.5公釐；尾長約77.7公釐。:714

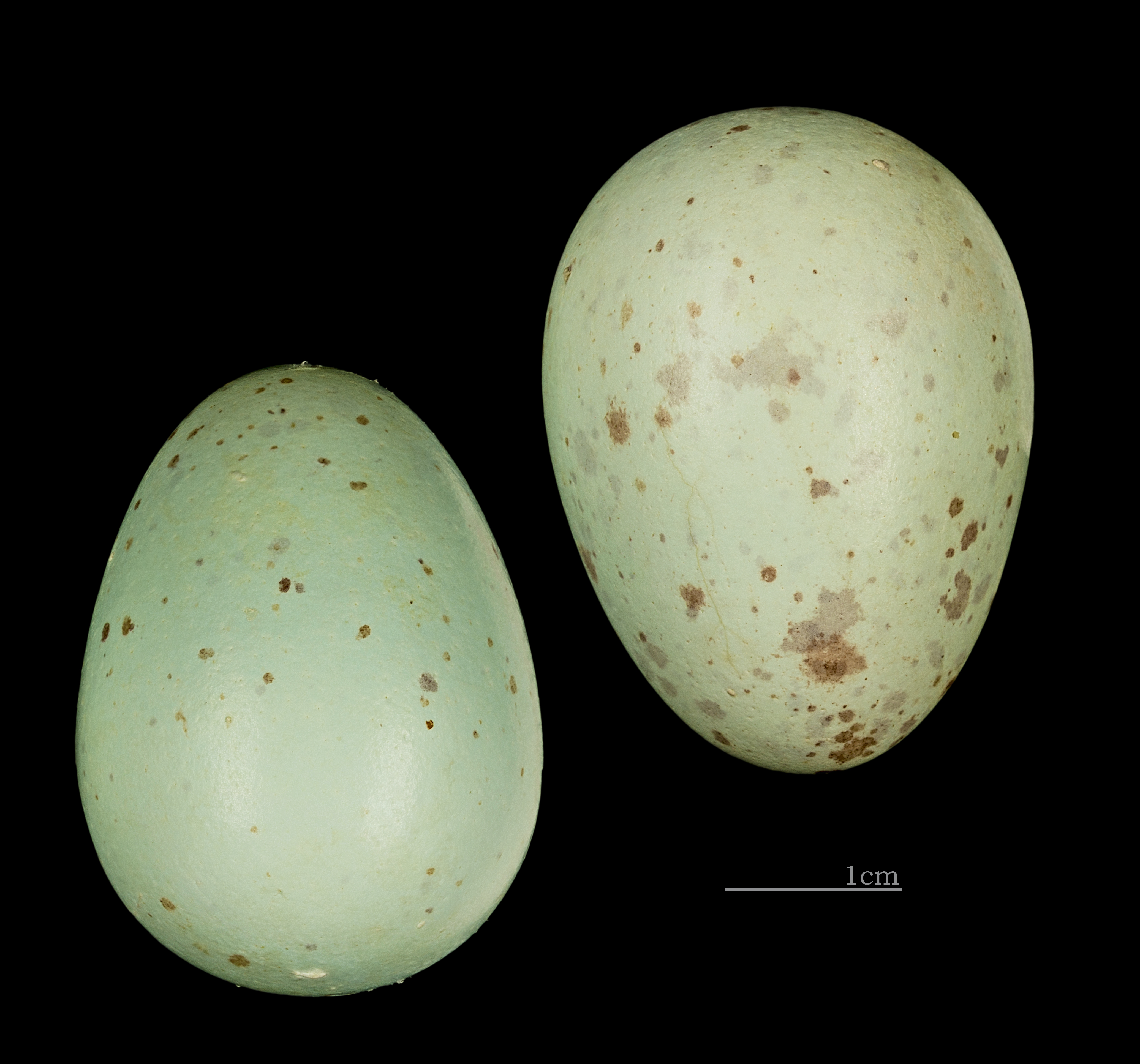
九官鳥的卵

該物種同家八哥是相當善於社交的鳥類，在一年中的大部分時間都會結成不同大小的群體。:669彼此互相梳理羽毛的行為相當常見，在繁殖期時巢穴之間可能距離不到兩公尺，並同時其他非自身後代的成員餵食。:669, 673同時與自身的伴侶維持相當穩固的長期關係。:702
因為這個物種具有模仿人類說話的能力，是相當受歡迎的寵物鳥，並因此被大量捕捉以做寵物貿易。其原生棲地同時有著遭砍伐的問題，但該物種本身有容忍一定程度的棲地退化問題。因故在1992年被泰國要求列為《瀕臨絕種野生動植物國際貿易公約》附錄三之物種，1997年更是被提升至附錄二。
該物種雖然在中國大陸及台灣為入侵種，但目前仍分別為《国家重点保护野生动物名录》之二級保護動物及《野生動物保育法》之珍貴稀有野生動物 。由於其分佈範圍廣大且族群下降速度並不快，《國際自然保護聯盟瀕危物種紅色名錄》將其列為無危物種。

## 外部連結
- 维基共享资源上的相關多媒體資源：九官鳥
- 維基物種上的相關：九官鳥
- Xeno-canto所收錄的九官鳥叫聲 （页面存档备份，存于）